# Marianna Csörnyei
Marianna Csörnyei (Budapeste, 8 de outubro de 1975) é uma matemática húngara.
Marianna Csörnyei obteve um doutorado em 1999 na Universidade Eötvös Loránd com a idade de 24 anos, orientada por György Petruska. Foi professora do Departamento de Matemática da University College London entre 1999–2011. Atualmente é professora da Universidade de Chicago. Recebeu em 2002 o Prêmio Whitehead e no mesmo ano o Prêmio Fundação Wolfson/Royal Society.
Marianna Csörnyei recebeu o Prêmio Philip Leverhulme de Matemática e Estatística de 2008, por seu trabalho sobre teoria da medida geométrica.
Marianna Csörnyei passou o ano acadêmico 2009–2010 na Universidade Yale como professor visitante. Foi palestrante seccional convidada ("Invited Sectional Speaker") no Congresso Internacional de Matemáticos de 2010 em Hyderabad.
É editora contribuinte do periódico matemático Real Analysis Exchange.
Seu Número de Erdős é 2 via David Preiss.